# Abelardo Da Riva y de Angulo
Abelardo Da Riva y de Angulo (Madrid, 1888 - San Sebastián, 1936) fue un abogado y político español. 

## Biografía
Nació en la capital de España el 29 de marzo de 1888. Cursó la carrera de Leyes. Contrajo matrimonio en 1911 con Dolores de la Cavada Ansorena. Durante la dictadura de Primo de Rivera formó parte del Ayuntamiento de Madrid.
Tras proclamarse la Segunda República, militó en el tradicionalismo y presidió el centro electoral TYRE. En 1935 fue nombrado director del Secretariado Central de la Comunión Tradicionalista, entidad creada bajo los auspicios de Alfonso Carlos de Borbón y Austria-Este, en la que actuaban Manuel Fal Conde, José María Lamamié de Clairac, Manuel Senante, José Luis Zamanillo y otros destacados carlistas que, desde esta organización, prepararon la participación del Requeté en el golpe de Estado de 1936. También fue secretario de Hacienda de la Comunión Tradicionalista y consejero de la Editorial Tradicionalista.
Al estallar la Guerra Civil, Abelardo Da Riva y de Angulo fue detenido y fusilado en San Sebastián el 5 de septiembre de 1936 junto con sus dos hijos mayores, Manuel y José María Da Riva de la Cavada, de veintitrés y veintidós años, respectivamente.
Fue padre del ingeniero aeronáutico donostiarra Ignacio da Riva de la Cavada (1931-1991).